# CALHM3
CALHM3 (англ. Calcium homeostasis modulator 3) – білок, який кодується однойменним геном, розташованим у людей на 10-й хромосомі. Довжина поліпептидного ланцюга білка становить 350 амінокислот, а молекулярна маса — 39 087.
| 10         |  | 20         |  | 30         |  | 40         |  | 50         |
| ---------- |  | ---------- |  | ---------- |  | ---------- |  | ---------- |
| MDKFRMLFQH |  | FQSSSESVMN |  | GICLLLAAVT |  | VKLYSSFDFN |  | CPCLVHYNAL |
| YGLGLLLTPP |  | LALFLCGLLA |  | NRQSVVMVEE |  | WRRPAGHRRK |  | DPGIIRYMCS |
| SVLQRALAAP |  | LVWILLALLD |  | GKCFVCAFSS |  | SVDPEKFLDF |  | ANMTPSQVQL |
| FLAKVPCKED |  | ELVRDSPARK |  | AVSRYLRCLS |  | QAIGWSVTLL |  | LIIAAFLARC |
| LRPCFDQTVF |  | LQRRYWSNYV |  | DLEQKLFDET |  | CCEHARDFAH |  | RCVLHFFASM |
| RSELQARGLR |  | RGNAGRRLEL |  | PAVPEPPAVP |  | EPPEGLDSGS |  | GKAHLRAISS |
| REQVDRLLST |  | WYSSKPPLDL |  | AASPGLCGGG |  | LSHRAPTLAL |  | GTRLSQHTDV |
|            |  |            |  |            |  |            |  |            |

A: Аланін

C: Цистеїн

D: Аспарагінова кислота

E: Глутамінова кислота

F: Фенілаланін

G: Гліцин

H: Гістидин

I: Ізолейцин

K: Лізин

L: Лейцин

M: Метіонін

N: Аспарагін

P: Пролін

Q: Глутамін

R: Аргінін

S: Серин

T: Треонін

V: Валін

W: Триптофан

Кодований геном білок за функцією належить до іонних каналів. 
Задіяний у таких біологічних процесах, як транспорт іонів, транспорт, альтернативний сплайсинг. 
Локалізований у мембрані.